# 벤 기버드

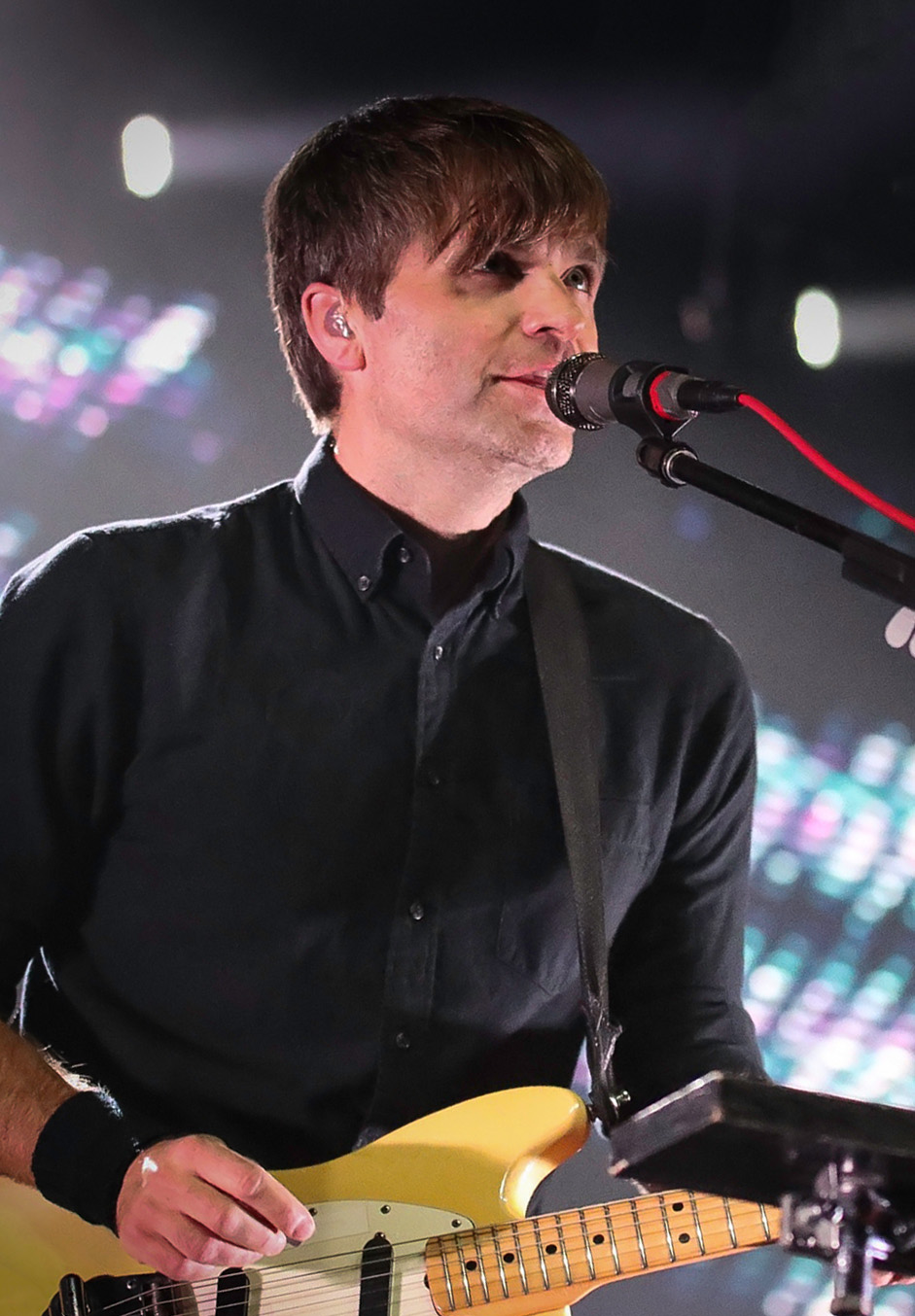

벤 기버드(Benjamin Gibbard, 1976년 8월 11일 ~ )는 미국의 가수, 싱어송라이터, 작곡가, 기타 연주자, 영화배우이다.
브레머튼에서 태어났다.